# 17-й округ департамента Нор
17-й избирательный округ департамента Нор включает двадцать восемь коммун округа Дуэ, в том числе город Дуэ. Общая численность избирателей, включённых в списки для голосования в 2017 году — 73 613 человек.
До 2012 года в состав 17-го округа входили кантон Арле, город Дуэ, коммуны Сен-ле-Нобль, Вазье (кантон Дуэ-Нор), кантон Дуэ-Сюд-Вест, коммуну Флер-ан-Эскребьё (кантон Дуэ-Нор-Эст), коммуны Ферен, Рукур (кантон Дуэ-Сюд).
Действующим депутатом Национального собрания по 17-му округу является Димитри Уброн (Вперёд, Республика!).
|  | Начало срока    | Конец срока       | Депутат       | Партия                               |
|  | --------------- | ----------------- | ------------- | ------------------------------------ |
|  | 21 июня 2017 г. | н/вр              | Димитри Уброн | Вперёд, Республика!                  |
|  | 18 июня 2012 г. | 20 июня 2017 г.   | Марк Доле     | Левая партия                         |
|  | 26 июня 2007 г. | 17 июня 2012 г.   | Марк Доле     | Социалистическая партия/Левая партия |
|  | 19 июня 2002 г. | 25 июня 2007 г.   | Марк Доле     | Социалистическая партия              |
|  | 12 июня 1997 г. | 18 июня 2002 г.   | Марк Доле     | Социалистическая партия              |
|  | 23 июня 1988 г. | 01 апреля 1993 г. | Марк Доле     | Социалистическая партия              |

## Результаты выборов
Выборы депутатов Национального собрания 2017 г.:
|                | Кандидат       | Партия                  | Первый тур | Первый тур     | Второй тур | Второй тур |
| Кол-во голосов | Кандидат       | Партия                  | % голосов  | Кол-во голосов | % голосов  |            |
| -------------- | -------------- | ----------------------- | ---------- | -------------- | ---------- | ---------- |
|                | Димитри Уброн  | Вперёд, Республика!     | 7583       | 23,13          | 14 442     | 53,21      |
|                | Тибо Франкуа   | Национальный фронт      | 7993       | 24,38          | 12 697     | 46,79      |
|                | Франсуа Гиффар | Непокорённая Франция    | 3961       | 12,08          |            |            |
|                | Шарль Бошам    | Коммунистическая партия | 3955       | 12,07          |            |            |
|                | Фредерик Ниу   | Республиканцы           | 3408       | 10,40          |            |            |
|                | Жан-Люк Алле   | Разные левые            | 2876       | 8,77           |            |            |
|                | Агнес Дюпюи    | Социалистическая партия | 1174       | 3,58           |            |            |
|                | Люсиль Вашё    | Европа Экология Зелёные | 628        | 1,92           |            |            |
|                | Ами Беншабан   | Экологисты              | 364        | 1,11           |            |            |
| Прочие         | Прочие         | Прочие                  |            | менее 1 %      |            |            |

Выборы депутатов Национального собрания 2012 г.:
|                | Кандидат        | Партия                    | Первый тур | Первый тур     | Второй тур | Второй тур |
| Кол-во голосов | Кандидат        | Партия                    | % голосов  | Кол-во голосов | % голосов  |            |
| -------------- | --------------- | ------------------------- | ---------- | -------------- | ---------- | ---------- |
|                | Марк Доле       | Левая партия              | 12 404     | 30,84          | 19 763     | 100,00     |
|                | Моник Амгар     | Социалистическая партия   | 9141       | 22,73          |            |            |
|                | Шанталь Божанек | Национальный фронт        | 8234       | 20,47          |            |            |
|                | Бруно Буфкен    | Союз за народное движение | 8212       | 20,42          |            |            |
|                | Бруно Вандевиль | Демократическое движение  | 1154       | 2,87           |            |            |
|                | Люсиль Вашё     | Партия зелёных            | 756        | 1,88           |            |            |
| Прочие         | Прочие          | Прочие                    |            | менее 1 %      |            |            |

Выборы депутатов Национального собрания 2007 г.:
|                | Кандидат            | Партия                            | Первый тур | Первый тур     | Второй тур | Второй тур |
| Кол-во голосов | Кандидат            | Партия                            | % голосов  | Кол-во голосов | % голосов  |            |
| -------------- | ------------------- | --------------------------------- | ---------- | -------------- | ---------- | ---------- |
|                | Марк Доле           | Социалистическая партия           | 16 509     | 38,54          | 25 847     | 62,14      |
|                | Франсуаза Прувос    | Союз за народное движение         | 13 539     | 31,60          | 15 746     | 37,86      |
|                | Жак Мишон           | Коммунистическая партия           | 4221       | 9,85           |            |            |
|                | Мари-Паула Даршикур | Национальный фронт                | 2659       | 6,21           |            |            |
|                | Доминик Бекар-Роже  | Союз за французскую демократию    | 2089       | 4,59           |            |            |
|                | Робер Пеллетье      | Крайне левые                      | 778        | 1,82           |            |            |
|                | Элен Ниу            | Охота, рыбалка, природа, традиции | 755        | 1,76           |            |            |
|                | Мари-Андре Кокель   | Партия зелёных                    | 743        | 1,73           |            |            |
|                | Роже Мари           | Крайне левые                      | 556        | 1,30           |            |            |
| Прочие         | Прочие              | Прочие                            |            | менее 1 %      |            |            |